# Urawa Red Diamonds 1996
Questa voce raccoglie le informazioni riguardanti gli Urawa Red Diamonds nelle competizioni ufficiali della stagione 1996.

## Stagione
Potenziati in difesa dall'arrivo di Basile Boli, nel corso del campionato il Mitsubishi Urawa (che in quell'anno assunse, come denominazione ufficiale, il soprannome Urawa Red Diamonds) si inserì nel consistente lotto di candidate al titolo nazionale, uscendone a causa di un finale negativo che vide la squadra perdere tre partite su quattro (fra cui lo scontro diretto con i Kashima Antlers).
In Coppa dell'Imperatore la squadra giunse sino alle semifinali, dove rimediò una secca sconfitta contro il Verdy Kawasaki, mentre in Coppa di Lega uscì al primo turno, dopo essersi piazzata penultima nel girone di qualificazione.

## Maglie e sponsor
Vengono confermate le stesse divise della stagione precedente (prodotte dalla Mizuno e con sponsor Mirage).
| Manica sinistra · Maglietta · Manica destra · Pantaloncini · Calzettoni | Manica sinistra · Maglietta · Manica destra · Pantaloncini · Calzettoni |  |

## Organigramma societario
Area tecnica
- Allenatore: Holger Osieck
- Vice allenatore: Ove Flindt-Bjerg e Yasushi Yoshida

## Rosa
I giocatori che hanno preso parte alla Coppa dell'Imperatore hanno la numerazione fissa.
| N. |                      | Ruolo | Calciatore          |
| -- | -------------------- | ----- | ------------------- |
| 1  | Giappone (bandiera)  | P     | Yūki Takita         |
| 2  | Giappone (bandiera)  | C     | Masaki Tsuchihashi  |
| 3  | Giappone (bandiera)  | D     | Yoshinori Taguchi   |
| 5  | Giappone (bandiera)  | C     | Takafumi Hori       |
| 6  | Germania (bandiera)  | D     | Guido Buchwald      |
| 7  | Giappone (bandiera)  | A     | Masayuki Okano      |
| 8  | Giappone (bandiera)  | C     | Osamu Hirose        |
| 9  | Danimarca (bandiera) | C     | Brian Steen Nielsen |
| 10 | Germania (bandiera)  | C     | Uwe Bein            |
| 11 | Giappone (bandiera)  | C     | Yasushi Fukunaga    |
| 13 | Giappone (bandiera)  | C     | Nobuhisa Yamada     |
| 14 | Giappone (bandiera)  | D     | Ken Iwase           |
| 15 | Giappone (bandiera)  | A     | Kōichi Sugiyama     |
|    | Giappone (bandiera)  | P     | Koji Homma          |
|    | Giappone (bandiera)  | P     | Masahiro Ōta        |
|    | Giappone (bandiera)  | P     | Hiroki Aratani      |
|    | Giappone (bandiera)  | P     | Hisashi Tsuchida    |
|    | Francia (bandiera)   | D     | Basile Boli         |

| N. |                     | Ruolo | Calciatore                 |
| -- | ------------------- | ----- | -------------------------- |
|    | Giappone (bandiera) | D     | Yoshio Takahashi           |
|    | Giappone (bandiera) | D     | Mitsuhiro Iga              |
|    | Giappone (bandiera) | D     | Takeshi Nakashima          |
|    | Giappone (bandiera) | D     | Futoshi Ikeda              |
|    | Giappone (bandiera) | D     | Tsutomu Nishino            |
|    | Giappone (bandiera) | D     | Shinji Jōjō                |
|    | Giappone (bandiera) | C     | Nobutake Mochiyama         |
|    | Giappone (bandiera) | C     | Masao Kamino               |
|    | Giappone (bandiera) | C     | Eiji Hanayama              |
|    | Giappone (bandiera) | C     | Hideki Uchidate            |
|    | Giappone (bandiera) | C     | Naoto Sakurai              |
|    | Giappone (bandiera) | C     | Toshiya Ishii              |
|    | Giappone (bandiera) | C     | Fujio Yamamoto             |
|    | Giappone (bandiera) | A     | Masahiro Fukuda (capitano) |
|    | Giappone (bandiera) | A     | Nobuyasu Ikeda             |
|    | Giappone (bandiera) | A     | Kenji Ōshiba               |
|    | Giappone (bandiera) | A     | Taichi Sato                |
|    | Giappone (bandiera) | A     | Shingo Suzuki              |

## Risultati

### Coppa dell'Imperatore
| Urawa 16 marzo 1996 Terzo turno | Urawa Reds | 3 – 0 | NTT Kanto |  |

| Utsunomiya 23 dicembre 1996 Quarto turno | Urawa Reds | 4 – 0 | Cerezo Osaka |  |

| Nagoya 26 dicembre 1996 Quarti di finale | Urawa Reds | 3 – 0 | Shonan Bellmare |  |

| Tokyo 29 dicembre 1996 Semifinali | Urawa Reds | 0 – 3 | Verdy Kawasaki |  |

## Statistiche

### Statistiche di squadra
| Competizione          | Punti | Totale | Totale | Totale | Totale | Totale | Totale | DR  |
| Competizione          | Punti | G      | V      | N      | P      | Gf     | Gs     | DR  |
| --------------------- | ----- | ------ | ------ | ------ | ------ | ------ | ------ | --- |
| J. League             | 59    | 30     | 19     | 0      | 11     | 51     | 31     | +20 |
| Coppa dell'Imperatore | -     | 4      | 3      | 0      | 1      | 10     | 3      | +7  |
| J. League Cup         | -     | 14     | 4      | 4      | 6      | 16     | 20     | -4  |
| Totale                | -     | 48     | 26     | 4      | 18     | 77     | 54     | +23 |

### Andamento in campionato
| Giornata  | 1 | 2 | 3 | 4 | 5 | 6 | 7 | 8 | 9 | 10 | 11 | 12 | 13 | 14 | 15 | 16 | 17 | 18 | 19 | 20 | 21 | 22 | 23 | 24 | 25 | 26 | 27 | 28 | 29 | 30 |
| --------- | - | - | - | - | - | - | - | - | - | -- | -- | -- | -- | -- | -- | -- | -- | -- | -- | -- | -- | -- | -- | -- | -- | -- | -- | -- | -- | -- |
| Luogo     | C | T | C | T | C | C | T | C | T | T  | C  | C  | T  | C  | T  | T  | H  | T  | C  | T  | C  | T  | C  | T  | T  | C  | T  | C  | T  | C  |
| Risultato | V | V | V | V | V | S | S | V | S | V  | S  | V  | V  | V  | S  | V  | V  | S  | V  | V  | V  | V  | S  | S  | V  | V  | S  | S  | S  | V  |
| Posizione | 5 | 6 | 4 | 3 | 2 | 5 | 6 | 5 | 5 | 5  | 5  | 4  | 4  | 4  | 3  | 4  | 2  | 5  | 4  | 3  | 2  | 1  | 3  | 5  | 4  | 4  | 5  | 6  | 6  | 6  |

Fonte: J.LEAGUE OFFICIAL GUIDE 1997, ISBN 4-09-102329-0
Legenda:

Luogo: C = Casa; T = Trasferta. Risultato: V = Vittoria; N = Pareggio; P = Sconfitta.

### Statistiche dei giocatori
| Giocatore   | J. League | J. League | Coppa dell'Imperatore | Coppa dell'Imperatore | J. League Cup | J. League Cup | Totale   | Totale |
| Giocatore   | Presenze  | Reti      | Presenze              | Reti                  | Presenze      | Reti          | Presenze | Reti   |
| ----------- | --------- | --------- | --------------------- | --------------------- | ------------- | ------------- | -------- | ------ |
| Aratani     | 0         | 0         | 0                     | 0                     | 0             | 0             | 0        | 0      |
| Bein        | 20        | 5         | 4                     | 2                     | 7             | 1             | 31       | 8      |
| Buchwald    | 24        | 3         | 4                     | 0                     | 12            | 0             | 40       | 3      |
| Boli        | 22        | 2         | 0                     | 0                     | 10            | 3             | 32       | 5      |
| Fukuda      | 4         | 3         | 0                     | 0                     | 7             | 4             | 11       | 7      |
| Fukunaga    | 28        | 6         | 4                     | 1                     | 13            | 2             | 45       | 9      |
| Hanayama    | 0         | 0         | 0                     | 0                     | 0             | 0             | 0        | 0      |
| Hirose      | 24        | 4         | 4                     | 0                     | 9             | 0             | 37       | 4      |
| Honma       | 0         | 0         | 0                     | 0                     | 0             | 0             | 0        | 0      |
| Hori        | 26        | 4         | 4                     | 2                     | 10            | 0             | 40       | 6      |
| Iga         | 0         | 0         | 0                     | 0                     | 0             | 0             | 0        | 0      |
| F. Ikeda    | 0         | 0         | 0                     | 0                     | 0             | 0             | 0        | 0      |
| N. Ikeda    | 17        | 0         | 0                     | 0                     | 5             | 0             | 22       | 0      |
| Ishii       | 0         | 0         | 0                     | 0                     | 0             | 0             | 0        | 0      |
| Iwase       | 21        | 3         | 1                     | 1                     | 11            | 0             | 33       | 4      |
| Jojo        | 2         | 0         | 0                     | 0                     | 5             | 0             | 7        | 0      |
| Kamino      | 0         | 0         | 0                     | 0                     | 0             | 0             | 0        | 0      |
| Mochiyama   | 0         | 0         | 0                     | 0                     | 0             | 0             | 0        | 0      |
| Nakashima   | 3         | 0         | 0                     | 0                     | 4             | 0             | 7        | 0      |
| Nielsen     | 6         | 0         | 4                     | 0                     | 4             | 0             | 14       | 0      |
| Okano       | 30        | 11        | 3                     | 2                     | 13            | 2             | 46       | 15     |
| Oshiba      | 17        | 3         | 0                     | 0                     | 3             | 2             | 20       | 5      |
| Ota         | 0         | 0         | 0                     | 0                     | 0             | 0             | 0        | 0      |
| Sakurai     | 4         | 0         | 2                     | 0                     | 0             | 0             | 6        | 0      |
| Sato        | 0         | 0         | 0                     | 0                     | 0             | 0             | 0        | 0      |
| Sugiyama    | 23        | 0         | 3                     | 0                     | 9             | 0             | 35       | 0      |
| Suzuki      | 0         | 0         | 0                     | 0                     | 0             | 0             | 0        | 0      |
| Taguchi     | 24        | 1         | 4                     | 1                     | 13            | 1             | 41       | 3      |
| Takahashi   | 0         | 0         | 0                     | 0                     | 0             | 0             | 0        | 0      |
| Takita      | 30        | -31       | 4                     | -3                    | 14            | -20           | 48       | -54    |
| Tsuchida    | 0         | 0         | 0                     | 0                     | 0             | 0             | 0        | 0      |
| Tsuchihashi | 22        | 1         | 4                     | 0                     | 13            | 0             | 39       | 1      |
| Uchidate    | 5         | 0         | 3                     | 0                     | 0             | 0             | 8        | 0      |
| Yamada      | 30        | 3         | 4                     | 1                     | 11            | 0             | 45       | 4      |